# Pegasus (Efteling)
Pour les articles homonymes, voir Pegasus.
Pegasus est un ancien parcours de montagnes russes en bois qui était situé dans le parc à thèmes néerlandais Efteling. Construit dans la zone à l'extrême sud-est du parc dans la section Ruigrijk. Appelé en français « Royaume Sauvage » ou encore « Royaume Déchaîné », il se trouvait dans la partie orientale du parc. Il fut ouvert au public le 1er juillet 1991 et fut détruit au cours de la saison 2009 pour laisser place aux montagnes russes Joris en de Draak.

## Présentation
Pegasus fut l'un des premiers parcours de montagnes russes en bois d'Europe et le premier du Benelux. Le train qui pouvait transporter jusqu'à vingt-cinq passagers sur un parcours de 492.3 mètres de long commençait son tour par une montée haute de 15 mètres suivi d'une chute de 12 mètres. Il atteignait alors sa vitesse de pointe qui était de 55 km/h.
Afin d'obtenir une nouvelle attraction avant l'ouverture d'Euro Disneyland, Efteling impliqua dans ce projet trois fabricants de montagnes russes (Intamin, Dinn Corporation et Roller Coaster Corporation of America). Les études sur l'attraction débutèrent le 1er janvier 1991 et l'attraction ouvrit seulement 7 mois plus tard.
Toute la structure, conçue par Summers Curtis fut ensuite construite à partir de pin jaune importé des États-Unis.
Le 19 juin 2009, Efteling afficha sur son site internet un message annonçant une fermeture de l'attraction à la suite de plaintes de visiteurs. L'attraction avec le temps vibrai et devenait inconfortable. À la suite de plusieurs réunions, la direction du parc décida ne plus l'ouvrir jugeant que sa rénovation serait trop coûteuse. Efteling déclara finalement le 18 juillet 2009 que le Pegasus serait remplacé par Joris en de Draak. La démolition commença à l'automne 2009.